# Список астероїдів (42401—42500)
| Назва                                | Тимчасове позначення | Дата відкриття    | Місце відкриття                 | Відкривач                                              |
| ------------------------------------ | -------------------- | ----------------- | ------------------------------- | ------------------------------------------------------ |
| (42401) 6589 P-L                     | 6589 P-L             | 24 вересня 1960   | Паломарська обсерваторія        | К. Й. ван Гаутен, І. ван Гаутен-Ґроневельд, Т. Герельс |
| (42402) 6619 P-L                     | 6619 P-L             | 24 вересня 1960   | Паломарська обсерваторія        | К. Й. ван Гаутен, І. ван Гаутен-Ґроневельд, Т. Герельс |
| 42403 Andraimon                      | 6844 P-L             | 24 вересня 1960   | Паломарська обсерваторія        | К. Й. ван Гаутен, І. ван Гаутен-Ґроневельд, Т. Герельс |
| (42404) 7606 P-L                     | 7606 P-L             | 17 жовтня 1960    | Паломарська обсерваторія        | К. Й. ван Гаутен, І. ван Гаутен-Ґроневельд, Т. Герельс |
| (42405) 9085 P-L                     | 9085 P-L             | 27 вересня 1960   | Паломарська обсерваторія        | К. Й. ван Гаутен, І. ван Гаутен-Ґроневельд, Т. Герельс |
| (42406) 9104 P-L                     | 9104 P-L             | 24 вересня 1960   | Паломарська обсерваторія        | К. Й. ван Гаутен, І. ван Гаутен-Ґроневельд, Т. Герельс |
| (42407) 9509 P-L                     | 9509 P-L             | 22 жовтня 1960    | Паломарська обсерваторія        | К. Й. ван Гаутен, І. ван Гаутен-Ґроневельд, Т. Герельс |
| (42408) 9555 P-L                     | 9555 P-L             | 17 жовтня 1960    | Паломарська обсерваторія        | К. Й. ван Гаутен, І. ван Гаутен-Ґроневельд, Т. Герельс |
| (42409) 1108 T-1                     | 1108 T-1             | 25 березня 1971   | Паломарська обсерваторія        | К. Й. ван Гаутен, І. ван Гаутен-Ґроневельд, Т. Герельс |
| (42410) 3062 T-1                     | 3062 T-1             | 26 березня 1971   | Паломарська обсерваторія        | К. Й. ван Гаутен, І. ван Гаутен-Ґроневельд, Т. Герельс |
| (42411) 3249 T-1                     | 3249 T-1             | 26 березня 1971   | Паломарська обсерваторія        | К. Й. ван Гаутен, І. ван Гаутен-Ґроневельд, Т. Герельс |
| (42412) 4320 T-1                     | 4320 T-1             | 26 березня 1971   | Паломарська обсерваторія        | К. Й. ван Гаутен, І. ван Гаутен-Ґроневельд, Т. Герельс |
| (42413) 1072 T-2                     | 1072 T-2             | 29 вересня 1973   | Паломарська обсерваторія        | К. Й. ван Гаутен, І. ван Гаутен-Ґроневельд, Т. Герельс |
| (42414) 1130 T-2                     | 1130 T-2             | 29 вересня 1973   | Паломарська обсерваторія        | К. Й. ван Гаутен, І. ван Гаутен-Ґроневельд, Т. Герельс |
| (42415) 1175 T-2                     | 1175 T-2             | 29 вересня 1973   | Паломарська обсерваторія        | К. Й. ван Гаутен, І. ван Гаутен-Ґроневельд, Т. Герельс |
| (42416) 1195 T-2                     | 1195 T-2             | 29 вересня 1973   | Паломарська обсерваторія        | К. Й. ван Гаутен, І. ван Гаутен-Ґроневельд, Т. Герельс |
| (42417) 1613 T-2                     | 1613 T-2             | 24 вересня 1973   | Паломарська обсерваторія        | К. Й. ван Гаутен, І. ван Гаутен-Ґроневельд, Т. Герельс |
| (42418) 2081 T-2                     | 2081 T-2             | 29 вересня 1973   | Паломарська обсерваторія        | К. Й. ван Гаутен, І. ван Гаутен-Ґроневельд, Т. Герельс |
| (42419) 2187 T-2                     | 2187 T-2             | 29 вересня 1973   | Паломарська обсерваторія        | К. Й. ван Гаутен, І. ван Гаутен-Ґроневельд, Т. Герельс |
| (42420) 2290 T-2                     | 2290 T-2             | 29 вересня 1973   | Паломарська обсерваторія        | К. Й. ван Гаутен, І. ван Гаутен-Ґроневельд, Т. Герельс |
| (42421) 2306 T-2                     | 2306 T-2             | 29 вересня 1973   | Паломарська обсерваторія        | К. Й. ван Гаутен, І. ван Гаутен-Ґроневельд, Т. Герельс |
| (42422) 3048 T-2                     | 3048 T-2             | 30 вересня 1973   | Паломарська обсерваторія        | К. Й. ван Гаутен, І. ван Гаутен-Ґроневельд, Т. Герельс |
| (42423) 3085 T-2                     | 3085 T-2             | 30 вересня 1973   | Паломарська обсерваторія        | К. Й. ван Гаутен, І. ван Гаутен-Ґроневельд, Т. Герельс |
| (42424) 3120 T-2                     | 3120 T-2             | 30 вересня 1973   | Паломарська обсерваторія        | К. Й. ван Гаутен, І. ван Гаутен-Ґроневельд, Т. Герельс |
| (42425) 3227 T-2                     | 3227 T-2             | 30 вересня 1973   | Паломарська обсерваторія        | К. Й. ван Гаутен, І. ван Гаутен-Ґроневельд, Т. Герельс |
| (42426) 4634 T-2                     | 4634 T-2             | 30 вересня 1973   | Паломарська обсерваторія        | К. Й. ван Гаутен, І. ван Гаутен-Ґроневельд, Т. Герельс |
| (42427) 5061 T-2                     | 5061 T-2             | 25 вересня 1973   | Паломарська обсерваторія        | К. Й. ван Гаутен, І. ван Гаутен-Ґроневельд, Т. Герельс |
| (42428) 5089 T-2                     | 5089 T-2             | 25 вересня 1973   | Паломарська обсерваторія        | К. Й. ван Гаутен, І. ван Гаутен-Ґроневельд, Т. Герельс |
| (42429) 5132 T-2                     | 5132 T-2             | 25 вересня 1973   | Паломарська обсерваторія        | К. Й. ван Гаутен, І. ван Гаутен-Ґроневельд, Т. Герельс |
| (42430) 5158 T-2                     | 5158 T-2             | 25 вересня 1973   | Паломарська обсерваторія        | К. Й. ван Гаутен, І. ван Гаутен-Ґроневельд, Т. Герельс |
| (42431) 1051 T-3                     | 1051 T-3             | 17 жовтня 1977    | Паломарська обсерваторія        | К. Й. ван Гаутен, І. ван Гаутен-Ґроневельд, Т. Герельс |
| (42432) 1134 T-3                     | 1134 T-3             | 17 жовтня 1977    | Паломарська обсерваторія        | К. Й. ван Гаутен, І. ван Гаутен-Ґроневельд, Т. Герельс |
| (42433) 1887 T-3                     | 1887 T-3             | 17 жовтня 1977    | Паломарська обсерваторія        | К. Й. ван Гаутен, І. ван Гаутен-Ґроневельд, Т. Герельс |
| (42434) 2121 T-3                     | 2121 T-3             | 16 жовтня 1977    | Паломарська обсерваторія        | К. Й. ван Гаутен, І. ван Гаутен-Ґроневельд, Т. Герельс |
| (42435) 2164 T-3                     | 2164 T-3             | 16 жовтня 1977    | Паломарська обсерваторія        | К. Й. ван Гаутен, І. ван Гаутен-Ґроневельд, Т. Герельс |
| (42436) 2204 T-3                     | 2204 T-3             | 16 жовтня 1977    | Паломарська обсерваторія        | К. Й. ван Гаутен, І. ван Гаутен-Ґроневельд, Т. Герельс |
| (42437) 2266 T-3                     | 2266 T-3             | 16 жовтня 1977    | Паломарська обсерваторія        | К. Й. ван Гаутен, І. ван Гаутен-Ґроневельд, Т. Герельс |
| (42438) 2317 T-3                     | 2317 T-3             | 16 жовтня 1977    | Паломарська обсерваторія        | К. Й. ван Гаутен, І. ван Гаутен-Ґроневельд, Т. Герельс |
| (42439) 2355 T-3                     | 2355 T-3             | 16 жовтня 1977    | Паломарська обсерваторія        | К. Й. ван Гаутен, І. ван Гаутен-Ґроневельд, Т. Герельс |
| (42440) 2484 T-3                     | 2484 T-3             | 16 жовтня 1977    | Паломарська обсерваторія        | К. Й. ван Гаутен, І. ван Гаутен-Ґроневельд, Т. Герельс |
| (42441) 2492 T-3                     | 2492 T-3             | 16 жовтня 1977    | Паломарська обсерваторія        | К. Й. ван Гаутен, І. ван Гаутен-Ґроневельд, Т. Герельс |
| (42442) 2603 T-3                     | 2603 T-3             | 16 жовтня 1977    | Паломарська обсерваторія        | К. Й. ван Гаутен, І. ван Гаутен-Ґроневельд, Т. Герельс |
| (42443) 2640 T-3                     | 2640 T-3             | 16 жовтня 1977    | Паломарська обсерваторія        | К. Й. ван Гаутен, І. ван Гаутен-Ґроневельд, Т. Герельс |
| (42444) 3064 T-3                     | 3064 T-3             | 16 жовтня 1977    | Паломарська обсерваторія        | К. Й. ван Гаутен, І. ван Гаутен-Ґроневельд, Т. Герельс |
| (42445) 3123 T-3                     | 3123 T-3             | 16 жовтня 1977    | Паломарська обсерваторія        | К. Й. ван Гаутен, І. ван Гаутен-Ґроневельд, Т. Герельс |
| (42446) 3248 T-3                     | 3248 T-3             | 16 жовтня 1977    | Паломарська обсерваторія        | К. Й. ван Гаутен, І. ван Гаутен-Ґроневельд, Т. Герельс |
| (42447) 3265 T-3                     | 3265 T-3             | 16 жовтня 1977    | Паломарська обсерваторія        | К. Й. ван Гаутен, І. ван Гаутен-Ґроневельд, Т. Герельс |
| (42448) 3393 T-3                     | 3393 T-3             | 16 жовтня 1977    | Паломарська обсерваторія        | К. Й. ван Гаутен, І. ван Гаутен-Ґроневельд, Т. Герельс |
| (42449) 3496 T-3                     | 3496 T-3             | 16 жовтня 1977    | Паломарська обсерваторія        | К. Й. ван Гаутен, І. ван Гаутен-Ґроневельд, Т. Герельс |
| (42450) 3504 T-3                     | 3504 T-3             | 16 жовтня 1977    | Паломарська обсерваторія        | К. Й. ван Гаутен, І. ван Гаутен-Ґроневельд, Т. Герельс |
| (42451) 3727 T-3                     | 3727 T-3             | 16 жовтня 1977    | Паломарська обсерваторія        | К. Й. ван Гаутен, І. ван Гаутен-Ґроневельд, Т. Герельс |
| (42452) 3970 T-3                     | 3970 T-3             | 16 жовтня 1977    | Паломарська обсерваторія        | К. Й. ван Гаутен, І. ван Гаутен-Ґроневельд, Т. Герельс |
| (42453) 4055 T-3                     | 4055 T-3             | 16 жовтня 1977    | Паломарська обсерваторія        | К. Й. ван Гаутен, І. ван Гаутен-Ґроневельд, Т. Герельс |
| (42454) 4134 T-3                     | 4134 T-3             | 16 жовтня 1977    | Паломарська обсерваторія        | К. Й. ван Гаутен, І. ван Гаутен-Ґроневельд, Т. Герельс |
| (42455) 4293 T-3                     | 4293 T-3             | 16 жовтня 1977    | Паломарська обсерваторія        | К. Й. ван Гаутен, І. ван Гаутен-Ґроневельд, Т. Герельс |
| (42456) 4322 T-3                     | 4322 T-3             | 16 жовтня 1977    | Паломарська обсерваторія        | К. Й. ван Гаутен, І. ван Гаутен-Ґроневельд, Т. Герельс |
| (42457) 4341 T-3                     | 4341 T-3             | 16 жовтня 1977    | Паломарська обсерваторія        | К. Й. ван Гаутен, І. ван Гаутен-Ґроневельд, Т. Герельс |
| (42458) 4359 T-3                     | 4359 T-3             | 16 жовтня 1977    | Паломарська обсерваторія        | К. Й. ван Гаутен, І. ван Гаутен-Ґроневельд, Т. Герельс |
| (42459) 5036 T-3                     | 5036 T-3             | 16 жовтня 1977    | Паломарська обсерваторія        | К. Й. ван Гаутен, І. ван Гаутен-Ґроневельд, Т. Герельс |
| (42460) 5106 T-3                     | 5106 T-3             | 16 жовтня 1977    | Паломарська обсерваторія        | К. Й. ван Гаутен, І. ван Гаутен-Ґроневельд, Т. Герельс |
| (42461) 5184 T-3                     | 5184 T-3             | 16 жовтня 1977    | Паломарська обсерваторія        | К. Й. ван Гаутен, І. ван Гаутен-Ґроневельд, Т. Герельс |
| (42462) 5278 T-3                     | 5278 T-3             | 17 жовтня 1977    | Паломарська обсерваторія        | К. Й. ван Гаутен, І. ван Гаутен-Ґроневельд, Т. Герельс |
| (42463) 5601 T-3                     | 5601 T-3             | 16 жовтня 1977    | Паломарська обсерваторія        | К. Й. ван Гаутен, І. ван Гаутен-Ґроневельд, Т. Герельс |
| (42464) 1978 RQ7                     | 1978 RQ7             | 2 вересня 1978    | Обсерваторія Ла-Сілья           | Клаес-Інґвар Лаґерквіст                                |
| (42465) 1978 VH4                     | 1978 VH4             | 7 листопада 1978  | Паломарська обсерваторія        | Е. Гелін, Ш. Дж. Бас                                   |
| (42466) 1978 VP6                     | 1978 VP6             | 6 листопада 1978  | Паломарська обсерваторія        | Е. Гелін, Ш. Дж. Бас                                   |
| (42467) 1978 VX6                     | 1978 VX6             | 7 листопада 1978  | Паломарська обсерваторія        | Е. Гелін, Ш. Дж. Бас                                   |
| (42468) 1979 QY2                     | 1979 QY2             | 22 серпня 1979    | Обсерваторія Ла-Сілья           | Клаес-Інґвар Лаґерквіст                                |
| (42469) 1981 DN3                     | 1981 DN3             | 28 лютого 1981    | Обсерваторія Сайдинг-Спрінг     | Ш. Дж. Бас                                             |
| (42470) 1981 EO16                    | 1981 EO16            | 6 березня 1981    | Обсерваторія Сайдинг-Спрінг     | Ш. Дж. Бас                                             |
| (42471) 1981 ES16                    | 1981 ES16            | 6 березня 1981    | Обсерваторія Сайдинг-Спрінг     | Ш. Дж. Бас                                             |
| (42472) 1981 EN25                    | 1981 EN25            | 2 березня 1981    | Обсерваторія Сайдинг-Спрінг     | Ш. Дж. Бас                                             |
| (42473) 1981 ED26                    | 1981 ED26            | 2 березня 1981    | Обсерваторія Сайдинг-Спрінг     | Ш. Дж. Бас                                             |
| (42474) 1981 EJ27                    | 1981 EJ27            | 2 березня 1981    | Обсерваторія Сайдинг-Спрінг     | Ш. Дж. Бас                                             |
| (42475) 1981 EW28                    | 1981 EW28            | 1 березня 1981    | Обсерваторія Сайдинг-Спрінг     | Ш. Дж. Бас                                             |
| (42476) 1981 EP36                    | 1981 EP36            | 7 березня 1981    | Обсерваторія Сайдинг-Спрінг     | Ш. Дж. Бас                                             |
| (42477) 1981 QB3                     | 1981 QB3             | 24 серпня 1981    | Обсерваторія Ла-Сілья           | Анрі Дебеонь                                           |
| 42478 Inozemtseva                    | 1981 RX1             | 7 вересня 1981    | КрАО                            | Карачкіна Людмила Георгіївна                           |
| 42479 Толік (Tolik)                  | 1981 SE7             | 28 вересня 1981   | КрАО                            | Журавльова Людмила Василівна                           |
| (42480) 1985 RJ                      | 1985 RJ              | 14 вересня 1985   | Станція Андерсон-Меса           | Едвард Бовелл                                          |
| (42481) 1988 CX4                     | 1988 CX4             | 13 лютого 1988    | Обсерваторія Ла-Сілья           | Ерік Вальтер Ельст                                     |
| 42482 Фішер-Діскау (Fischer-Dieskau) | 1988 RT3             | 8 вересня 1988    | Обсерваторія Карла Шварцшильда  | Ф. Бернґен                                             |
| (42483) 1990 VM1                     | 1990 VM1             | 12 листопада 1990 | Обсерваторія Кушіро             | Сейджі Уеда, Хіроші Канеда                             |
| (42484) 1990 WM6                     | 1990 WM6             | 21 листопада 1990 | Обсерваторія Ла-Сілья           | Ерік Вальтер Ельст                                     |
| (42485) 1991 BC1                     | 1991 BC1             | 18 січня 1991     | Обсерваторія Верхнього Провансу | Ерік Вальтер Ельст                                     |
| (42486) 1991 GY2                     | 1991 GY2             | 8 квітня 1991     | Обсерваторія Ла-Сілья           | Ерік Вальтер Ельст                                     |
| 42487 Ангстрем (Angstrom)            | 1991 RY2             | 9 вересня 1991    | Обсерваторія Карла Шварцшильда  | Ф. Бернґен, Лутц Шмадель                               |
| (42488) 1991 RN17                    | 1991 RN17            | 11 вересня 1991   | Паломарська обсерваторія        | Генрі Гольт                                            |
| (42489) 1991 RL18                    | 1991 RL18            | 13 вересня 1991   | Паломарська обсерваторія        | Генрі Гольт                                            |
| (42490) 1991 SU                      | 1991 SU              | 30 вересня 1991   | Обсерваторія Сайдинг-Спрінг     | Роберт Макнот                                          |
| (42491) 1991 TF                      | 1991 TF              | 1 жовтня 1991     | Обсерваторія Сайдинг-Спрінг     | Роберт Макнот                                          |
| 42492 Bruggenthies                   | 1991 TD7             | 3 жовтня 1991     | Обсерваторія Карла Шварцшильда  | Лутц Шмадель, Ф. Бернґен                               |
| (42493) 1991 TG14                    | 1991 TG14            | 2 жовтня 1991     | Паломарська обсерваторія        | С. де Сен-Енян                                         |
| (42494) 1991 UH1                     | 1991 UH1             | 29 жовтня 1991    | Обсерваторія Кітт-Пік           | Spacewatch                                             |
| (42495) 1991 VP12                    | 1991 VP12            | 11 листопада 1991 | Обсерваторія Кітт-Пік           | Spacewatch                                             |
| (42496) 1991 XB1                     | 1991 XB1             | 13 грудня 1991    | Обсерваторія Кійосато           | Сатору Отомо                                           |
| (42497) 1992 BZ1                     | 1992 BZ1             | 30 січня 1992     | Обсерваторія Ла-Сілья           | Ерік Вальтер Ельст                                     |
| (42498) 1992 DG6                     | 1992 DG6             | 29 лютого 1992    | Обсерваторія Ла-Сілья           | UESAC                                                  |
| (42499) 1992 PE3                     | 1992 PE3             | 6 серпня 1992     | Паломарська обсерваторія        | Генрі Гольт                                            |
| (42500) 1992 RV6                     | 1992 RV6             | 2 вересня 1992    | Обсерваторія Ла-Сілья           | Ерік Вальтер Ельст                                     |

| ← Астероїди 40001—50000 → |             |             |             |             |             |             |             |             |             |
| 40001—40100               | 41001—41100 | 42001—42100 | 43001—43100 | 44001—44100 | 45001—45100 | 46001—46100 | 47001—47100 | 48001—48100 | 49001—49100 |
| 40101—40200               | 41101—41200 | 42101—42200 | 43101—43200 | 44101—44200 | 45101—45200 | 46101—46200 | 47101—47200 | 48101—48200 | 49101—49200 |
| 40201—40300               | 41201—41300 | 42201—42300 | 43201—43300 | 44201—44300 | 45201—45300 | 46201—46300 | 47201—47300 | 48201—48300 | 49201—49300 |
| 40301—40400               | 41301—41400 | 42301—42400 | 43301—43400 | 44301—44400 | 45301—45400 | 46301—46400 | 47301—47400 | 48301—48400 | 49301—49400 |
| 40401—40500               | 41401—41500 | 42401—42500 | 43401—43500 | 44401—44500 | 45401—45500 | 46401—46500 | 47401—47500 | 48401—48500 | 49401—49500 |
| 40501—40600               | 41501—41600 | 42501—42600 | 43501—43600 | 44501—44600 | 45501—45600 | 46501—46600 | 47501—47600 | 48501—48600 | 49501—49600 |
| 40601—40700               | 41601—41700 | 42601—42700 | 43601—43700 | 44601—44700 | 45601—45700 | 46601—46700 | 47601—47700 | 48601—48700 | 49601—49700 |
| 40701—40800               | 41701—41800 | 42701—42800 | 43701—43800 | 44701—44800 | 45701—45800 | 46701—46800 | 47701—47800 | 48701—48800 | 49701—49800 |
| 40801—40900               | 41801—41900 | 42801—42900 | 43801—43900 | 44801—44900 | 45801—45900 | 46801—46900 | 47801—47900 | 48801—48900 | 49801—49900 |
| 40901—41000               | 41901—42000 | 42901—43000 | 43901—44000 | 44901—45000 | 45901—46000 | 46901—47000 | 47901—48000 | 48901—49000 | 49901—50000 |